# کوچه‌لره (ترانه)
کوچه لره سو سپمیئشم (به ترکی آذربایجانی: Küçələrə su səpmişəm) کوچه لره سو سپمیشم ترانه ترکی آذربایجانی است که پس از اجرای رشید بهبودف به شهرت رسید. آهنگساز آن عزیر حاجی بیگلی است و شاعر آن مناف سلیمانوف است.

## متنترانهبهترکی آذربایجانی
کوچه‌لره، سو سپمیشم
یار گلنده توز اولماسین
یار گلنده توز اولماسین
ائله گلسین ائله گئتسین
آرامیزدا سوز اولماسین
ساماوارا اود سالمیشام
ایستیکانا قند سالمیشام
یاریم گئدیب تک قالمیشام
نه عزیزدیر یارین جانی
نه شیرین‌دیر یارین جانی
کوچه‌لره سو سپمیشم
یار گلنده توز اولماسین
یار گلنده توز اولماسین
ائله گلسین ائله گئتسین
آرامیزدا سوز اولماسین
ساماوارا اود آتمیشام
ایستیکانا قند سالمیشام
یاریم گئدیب تک قالمیشام
پیاله‌لری رفده‌دیر
هربیری بیر طرفده‌دیر
یاریم گئدیب بیر هفته‌دیر
گورمه‌میشم بیر هفته‌دیر
نه عزیزدیر یارین جانی
نه شیرین‌دیر یارین جانی

## متنترانهبهفارسی
کوچه‌ها را آب‌وجارو کرده‌ام
تا وقتی یارم می‌آید گرد و خاکی بلند نشود
طوری بیاید و برود
که هیچ حرف و حدیثی در میان نماند
سماور را آتش کرده‌ام
قند در استکان انداخته‌ام
یارم رفته و من تنها مانده‌ام
چه قدر خاطر یار عزیز است
چه قدر خاطر یار شیرین است
کوچه را آب‌وجارو کرده‌ام
تا وقتی یارم می‌آید گرد و خاکی بلند نشود
طوری بیاید و برود
که هیچ حرف و حدیثی در میان نماند
سماور را آتش کرده‌ام
قند در استکان انداخته‌ام
یارم رفته و من تنها مانده‌ام
پیاله‌ها رو طاقچه است
هرکدام یک طرف است (درهم ریخته)
یارم یک هفته است که رفته
یک هفته است که ندیدمش
چه قدر خاطر یار عزیز است
چه قدر خاطر یار شیرین است